# Ljubljana-Domzale-Ljubljana TT 2015
La 2e édition du Ljubljana-Domzale-Ljubljana TT a eu lieu le 12 juin 2015. La course fait partie du calendrier international féminin UCI 2015 en catégorie 1.2. L'épreuve est remportée par la Russe Tatiana Antoshina.

## Classements

### Classement final
| \| Classement général \| Classement général \| Classement général \| Classement général \| Classement général \| \| Coureuse \| Coureuse \| Pays \| Équipe \| Temps \| \| ------------------ \| ------------------ \| ------------------ \| -------------------------------------- \| ------------------ \| \| 1re \| Tatiana Antoshina \| Russie \| Servetto Footon \| 27 min 29 s \| \| 2e \| Ann-Sophie Duyck \| Belgique \| Belgique \| + 13 s \| \| 3e \| Jaime Nielsen \| Nouvelle-Zélande \| BePink LaClassica \| + 43 s \| \| 4e \| Martina Sáblíková \| Tchéquie \| Tchéquie \| + 56 s \| \| 5e \| Hanka Kupfernagel \| Allemagne \| maxx-solar women cycling team \| + 1 min 00 s \| \| 6e \| Sarah Storey \| Royaume-Uni \| Pearl Izumi Sports Tours International \| + 1 min 04 s \| \| 7e \| Lucy Coldwell \| Royaume-Uni \| maxx-solar women cycling team \| + 1 min 28 s \| \| 8e \| Silvia Valsecchi \| Italie \| BePink LaClassica \| + 1 min 30 s \| \| 9e \| Eugenia Bujak \| Pologne \| BTC City Ljubljana \| + 1 min 30 s \| \| 10e \| Martina Ritter \| Autriche \| BTC City Ljubljana \| + 1 min 36 s \| |                   |                  |                                        |              |
| |                   |                  |                                        |              |
| Source : Cycling Quotient |                   |                  |                                        |              |
| Classement général |                   |                  |                                        |              |
| Coureuse | Coureuse          | Pays             | Équipe                                 | Temps        |
| 1re | Tatiana Antoshina | Russie           | Servetto Footon                        | 27 min 29 s  |
| 2e | Ann-Sophie Duyck  | Belgique         | Belgique                               | + 13 s       |
| 3e | Jaime Nielsen     | Nouvelle-Zélande | BePink LaClassica                      | + 43 s       |
| 4e | Martina Sáblíková | Tchéquie         | Tchéquie                               | + 56 s       |
| 5e | Hanka Kupfernagel | Allemagne        | maxx-solar women cycling team          | + 1 min 00 s |
| 6e | Sarah Storey      | Royaume-Uni      | Pearl Izumi Sports Tours International | + 1 min 04 s |
| 7e | Lucy Coldwell     | Royaume-Uni      | maxx-solar women cycling team          | + 1 min 28 s |
| 8e | Silvia Valsecchi  | Italie           | BePink LaClassica                      | + 1 min 30 s |
| 9e | Eugenia Bujak     | Pologne          | BTC City Ljubljana                     | + 1 min 30 s |
| 10e | Martina Ritter    | Autriche         | BTC City Ljubljana                     | + 1 min 36 s |

### Points UCI
| Position,          | 1er | 2e | 3e | 4e | 5e | 6e | 7e | 8e | 9e | 10e |
| Classement général | 40  | 30 | 16 | 12 | 10 | 8  | 6  | 3  | 2  | 1   |